# 上豊富村
上豊富村（かみとよとみむら）は、京都府天田郡にあった村。現在の福知山市中心部の南西一帯、国道429号の沿線にあたる。

## 地理
- 山岳：烏帽子山
- 河川：和久川

## 歴史
- 1889年（明治22年）4月1日 - 町村制の施行により、談村・小牧村・北山村・樽水村・畑中村・石場村・榎原村の区域をもって発足。
- 1949年（昭和24年）4月1日 - 福知山市に編入。同日上豊富村廃止。